# Eamon Gilmore
Eamon Gilmore, född 24 april 1955 i Caltra, Galway, är en irländsk politiker som var Tánaiste (vice regeringschef) och utrikesminister mellan 2011 och 2014. Han var partiledare för Lucht Oibre från den 6 september 2007 till den 4 juli 2014.
Han valdes som ordförande 6 september 2007, som ende kandidaten efter att Pat Rabbitte avgått. Han är utbildad i ekonomi vid Garbally College, och högskolan i Galway. Under sin studenttid var han politiskt aktiv i kåren och närmade sig då De irländska arbetarnas parti.
Sitt första folkvalda mandat fick han 1985. 1989 valdes han in i parlamentet (Dáil Éireann). 1994 blev han underminister för marinmiljö och förblev så till 1997. Sedan De irländska arbetarnas parti gått ihop det Socialdemokratiska partiet 1999 kom han att verka där. När Pat Rabbitte avgick den 23 augusti 2007 efter det misslyckade valet fick han stöd av flera framträdande partimedlemmar. Detta gjorde honom till den enda kandidaten. 